# Jessica Heap
Jessica Heap (Baton Rouge, 4 marzo 1983) è un'attrice statunitense, meglio conosciuta per il ruolo di Eden Baldwin in I giovani e l'inquieto.

## Carriera
Nel giugno 2011, fu annunciato che Jessica era stata ingaggiata nel ruolo di Eden Baldwin in I giovani e l'inquieto un ruolo precedentemente interpretato da Vanessa Marano. Dopo un anno nel ruolo è stato annunciato che la Heap avrebbe smesso di interpretare  Eden Baldwin, l'attrice ha poi confermato la sua partenza su Twitter descrivendo la sua interpretazione come "un viaggio indimenticabile".

## Filmografia parziale

### Cinema
- 3ciento - Chi l'ha duro... la vince (Meet the Spartans), regia di Jason Friedberg e Aaron Seltzer (2008)
- Death Toll (2008) Assistente di McGraw
- Mutants (2008) - Hannah
- Middle of Nowhere (2008) JuSpitz
- Colpo di fulmine - Il mago della truffa (I love you Phillips Morris) (2009)
- Trance (2010) - Paula
- Peccati e Santi (2010) - Becky
- World Invasion (Battle: Los Angeles) (2011) - Jessy

### Televisione
- Cheerleader Scandal (Fab Five: The Texas Cheerleader Scandal), regia di Tom McLoughlin – film TV (2008)
- Viaggio a Promethea – film TV (2010)
- CSI: Miami – serie TV, 1 episodio (2011)
- I giovani e l'inquieto – serie TV (2011-2013)

## Doppiatrici italiane
Nelle versioni in italiano delle opere in cui ha recitato, Jessica Heap è stata doppiata da:
- Chiara Gioncardi in CSI: Miami